# Diego de la Cruz

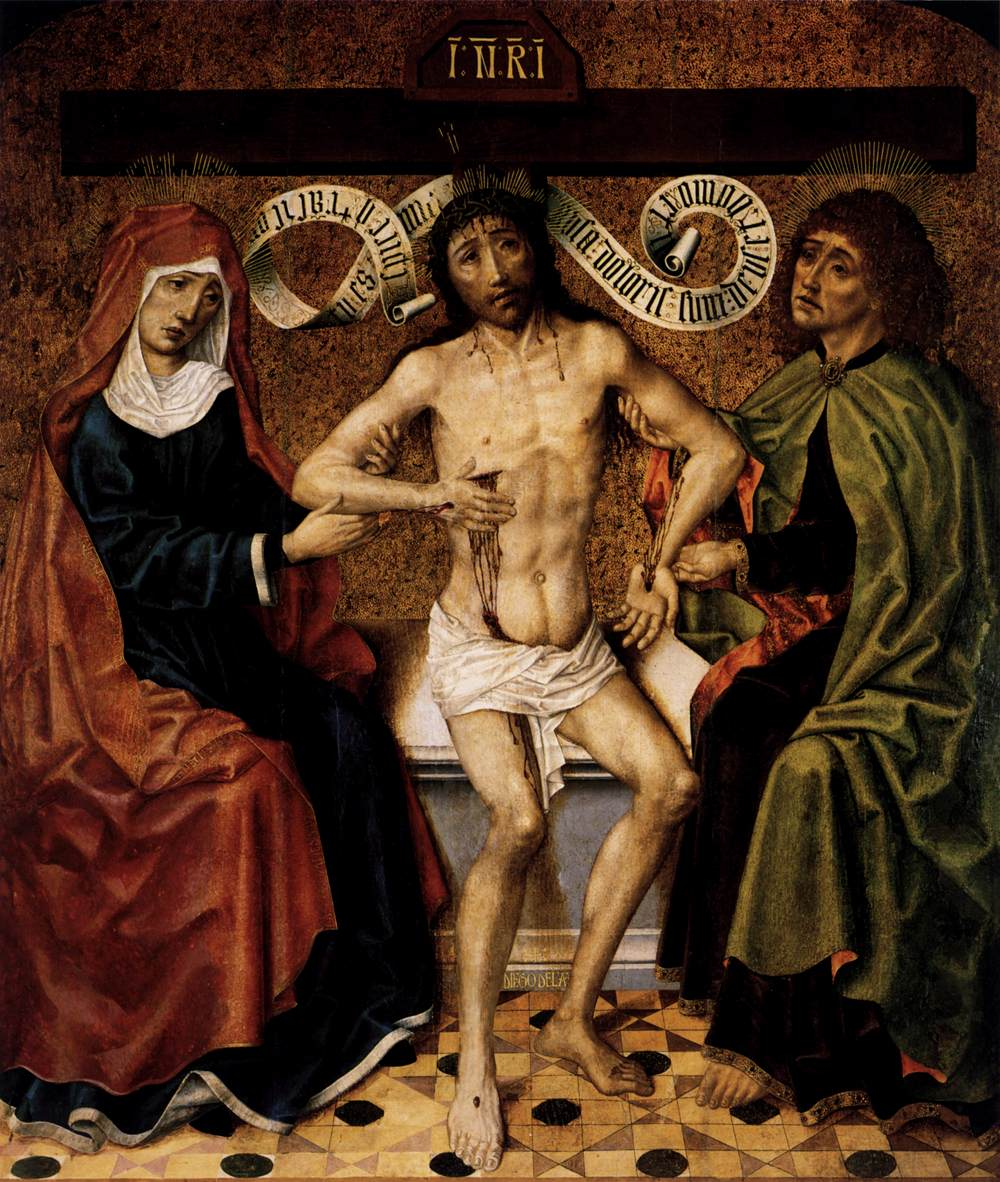
Cristo come Uomo dei dolori tra la Vergine e san Giovanni, Museo del Prado

Diego de la Cruz (fl. 1482-1500) è stato un pittore spagnolo probabilmente originario delle Fiandre; fu attivo a Burgos e nei dintorni.

## Biografia
A lungo dimenticato, fu riscoperto nel 1966 grazie alle ricerche di José Gudiol Ricart. Guidol ipotizzò che fosse nato nelle Fiandre intorno al 1460 e che fosse giunto in Spagna prima che vi arrivasse il primo gruppo di pittori fiamminghi, guidato da Juan de Flandes. Altri studiosi, come José Camón Aznar, invece ritenevano che fosse nato in Spagna, probabilmente Castiglia. Ipotesi condivisa da Didier Martens in un nuovo approfondimento del 2001.  L'influenza evidente dei pittori dei Paesi Bassi borgognoni, come Rogier van der Weyden, in special modo nella resa della luce, può derivare dalla loro presenza in Spagna, piuttosto che da una sua formazione nelle Fiandre. Guidol suggerì anche che avesse iniziato come scultore nella bottega di Gil de Siloé.
La sua personalità artistica viene individuata grazie a due opere: Cristo come Uomo dei dolori tra la Vergine e san Giovanni, al Museo del Prado (unica opera nota firmata, circa 1475-1480) e il San Francesco riceve le stigmate nella chiesa di Santo Stefano a Burgos (1487-1489). L'analisi di queste opere ha reso possibili altre attribuzioni. Per esempio il, Cristo in Pietà tra due angeli della collegiata dei Santi Cosma e Damianoa Covarrubias, il Cristo in Pietà tra i profeti Davide e Geremia, il pannello centrale della predella e collaboratore in altri due tavole (i profeti Isaia e Daniele) nella collezione dell'Università di Liegi, che era attribuito al pittore tedesco Hans Leonhard Schäufelein.